# Коновалова, Юлия Владимировна
Ю́лия Влади́мировна Конова́лова (род. 1 декабря 1990, Кущёвская, Краснодарский край) — российская тяжелоатлетка, МСМК России, выступающая в весовой категории свыше 75 кг, двукратная вице-чемпионка Европы, чемпионка Мира среди юниорок.
В октябре 2020 года Международная федерация тяжёлой атлетики дисквалифицировала спортсменку за нарушение антидопинговых правил на четыре года (9 декабря 2017 — 9 декабря 2021).

## Спортивная карьера
Юлия родилась и выросла в Краснодарском крае в станице Кущевской, где в 2002 году начала заниматься тяжёлой атлетикой.
В 2006 году переехала тренироваться в г. Подольск к Заслуженному тренеру России Владимиру Сафонову, под руководством которого и добилась всех своих спортивных успехов.
В 2007 году поступила в Подольский Социально-Спортивный институт.
В 2007 году завоевала серебряную медаль на первенстве Европы по тяжелой атлетике среди юношей и девушек до 17 лет. (Италия) В 2010 году выиграла золотую медаль первенства Мира по тяжелой атлетике среди юниорок до 20 лет. (Болгария) В 2011 году выиграла золотую медаль первенство Европы по тяжелой атлетике среди молодежи до 23 лет. (Румыния)
В 2012 году завоевала серебряную медаль на чемпионате Европы по тяжелой атлетике (Турция)
В 2013 году выиграла золотую медаль первенства Европы по тяжелой атлетике среди молодежи до 23 лет. (Румыния)
В 2014 году завоевала серебряную медаль чемпионата Европы по тяжелой атлетике (Израиль)
Чемпионка России по тяжелой атлетике (2014)
Серебряный призёр чемпионатов России по тяжелой атлетике (2008, 2009, 2010гг)
Чемпионка Кубка России по тяжелой атлетике (2012)
Победитель первенства России по тяжелой атлетике среди юниорок (2008, 2009, 2010гг)
Победитель Спартакиады России по тяжелой атлетике среди юношей и девушек (2007)
Мастер спорта России международного класса. Лучшие результаты, рывок — 133 кг, толчок — 165 кг, сумма двоеборья — 298 кг. (категория свыше 75 кг).
Образование высшее, закончила ПССИ.